# Parque Nacional Tuktut Nogait

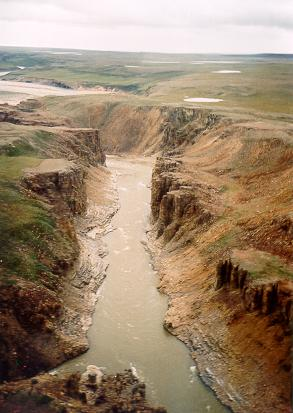
Rio que atravessa o parque

O Parque Nacional Tuktut Nogait é um parque nacional canadense localizado nos Territórios do Noroeste. Cobre uma área de 16.340 km² e seu nome na língua dos povos Inuit significa "caribu jovem". Localiza-se a 170 km ao norte do Círculo Polar Ártico. Entre a vida selvagem do local encontram-se  ursos pardos e lobos.